# Dom Pedro (kommun)
Dom Pedro är en kommun i Brasilien.   Den ligger i delstaten Maranhão, i den östra delen av landet, 1 300 km norr om huvudstaden Brasília. Antalet invånare är 22 673.
Omgivningarna runt Dom Pedro är huvudsakligen savann. Runt Dom Pedro är det ganska tätbefolkat, med 60 invånare per kvadratkilometer.